# Les temptacions de Sant Antoni
Les temptacions de Sant Antoni és un quadre realitzat pel pintor català Salvador Dalí el 1946. L'obra està pintada a l'oli sobre llenç, és surrealista i mesura 90 × 119,5 cm. Es conserva a al Musée Royaux des Beaux-Arts de Brussel·les.

## Descripció
En el quadre es mostra sant Antoni Abat en un desert, agenollat i sostenint una creu feta amb dues varetes per protegir-se de les temptacions que l'ataquen, amb l'antic gest de l'exorcisme. Les temptacions són representades per un cavall i una fila d'elefants, tots amb les seves potes allargades de forma grotesca i cadascun carregant amb una temptació. Sant Antoni és representat com un captaire, està nu i va despentinat, i es recolza sobre una pedra. Davant seu hi ha una calavera.
El quadre descriu literalment les temptacions en què l'home sol caure:
- El triomf, representat amb el cavall, el qual té les seves peülles desgastades i plenes de pols. Aquest animal recorda els burros esquelètics dels primers quadres surrealistes de l'autor.

- El sexe, representat per la dona sobre el primer elefant.

- L'or i les riqueses, representats pels dos elefants sobre els quals hi ha una piràmide i una casa d'or i a dins un bust de dona l'espera.

Més enrere, un altre elefant carrega un altíssim monòlit sobre la seva esquena. Darrere seu i sobre els núvols, hi ha un castell.
En el paisatge desèrtic, dos homes discuteixen i al fons, un altre home porta el seu fill de la mà. Aquest últim parell de personatges també és representat en Vestigis atàvics després de la pluja. Un àngel blanc vola sobre el desert.